# Sternprinzip

Sternprinzip in Anlehnung an REFA

Die Fertigung nach dem Sternprinzip ist ein Ablaufprinzip, für das ein zentrales Zwischenlager (dynamischer Produktionspuffer) charakteristisch ist.
Um dieses Zentrallager herum werden die einzelnen Arbeitsplätze und Maschinen angeordnet (Bild Sternprinzip in Anlehnung an REFA). Alle Materialtransporte werden zwischen dem Lager und den einzelnen Bearbeitungsstellen vorgenommen. Transporte untereinander sind nicht vorgesehen. Vom Raumbedarf her ist die Sternfertigung tendenziell günstiger als die Fertigung nach dem Flussprinzip, da keine Puffer zwischen den Arbeitsstationen liegen. Bezüglich der zeitlichen Struktur machen sich die einzelnen Transportvorgänge vom und zum Lager negativ bemerkbar. Voraussetzung für die Funktion dieses Prinzips ist also ein gut und schnell funktionierendes Informationssystem, möglichst in Verbindung mit einer automatisierten Betriebsdatenerfassung (BDE), wie sie zum Beispiel die Transpondertechnologie (RFID) ermöglicht. Zudem ist eine zentrale Arbeitsverteilung erforderlich.
In der Praxis findet sich das Lager häufig nicht in der Mitte zwischen den Bearbeitungsstationen, sondern am Rand, was die Wege noch einmal vergrößert.
Das Sternprinzip wird sinnvoll benutzt, wenn zwischen den einzelnen Fertigungsschritten große Mengenabweichungen vorliegen, wie dies beispielsweise in der Pharma-, Nahrungsmittel- und Kosmetikindustrie oft der Fall ist. Ein anderer Grund kann sein, dass mit sehr wertvollen oder gefährlichen Materialien gearbeitet wird, die man gut unter Kontrolle halten will.